# Magdaleno Aguilar (norra El Mante)
Magdaleno Aguilar är en ort i Mexiko.   Den ligger i kommunen El Mante och delstaten Tamaulipas, i den centrala delen av landet, 400 km norr om huvudstaden Mexico City. Magdaleno Aguilar ligger 68 meter över havet och antalet invånare är 152.
Terrängen runt Magdaleno Aguilar är mycket platt. Runt Magdaleno Aguilar är det ganska tätbefolkat, med 65 invånare per kvadratkilometer. Närmaste större samhälle är Ciudad Mante, 9,6 km söder om Magdaleno Aguilar. Trakten runt Magdaleno Aguilar består till största delen av jordbruksmark.